# Tour de Corse 1979
Le Tour de Corse 1979 (23e Tour de Corse), disputé du 2 au 4 novembre 1979, est la soixante-treizième manche du championnat du monde des rallyes (WRC) courue depuis 1973, et la dixième manche du championnat du monde des rallyes 1979 (WRC).

## Contexte avant la course

### Le championnat du monde
Ayant succédé en 1973 au championnat international des marques (en vigueur de 1970 à 1972), le championnat du monde des rallyes s'appuie sur les plus célèbres épreuves routières internationales, telles le Rallye Monte-Carlo, le Safari ou le RAC Rally. Parallèlement au championnat des constructeurs, la Commission Sportive Internationale (CSI) a cette année introduit un championnat des pilotes qui remplace la controversée Coupe des conducteurs qui incluait aussi des épreuves de second plan. Le calendrier 1979 comprend douze manches (dont huit européennes), réservées aux voitures des catégories suivantes :

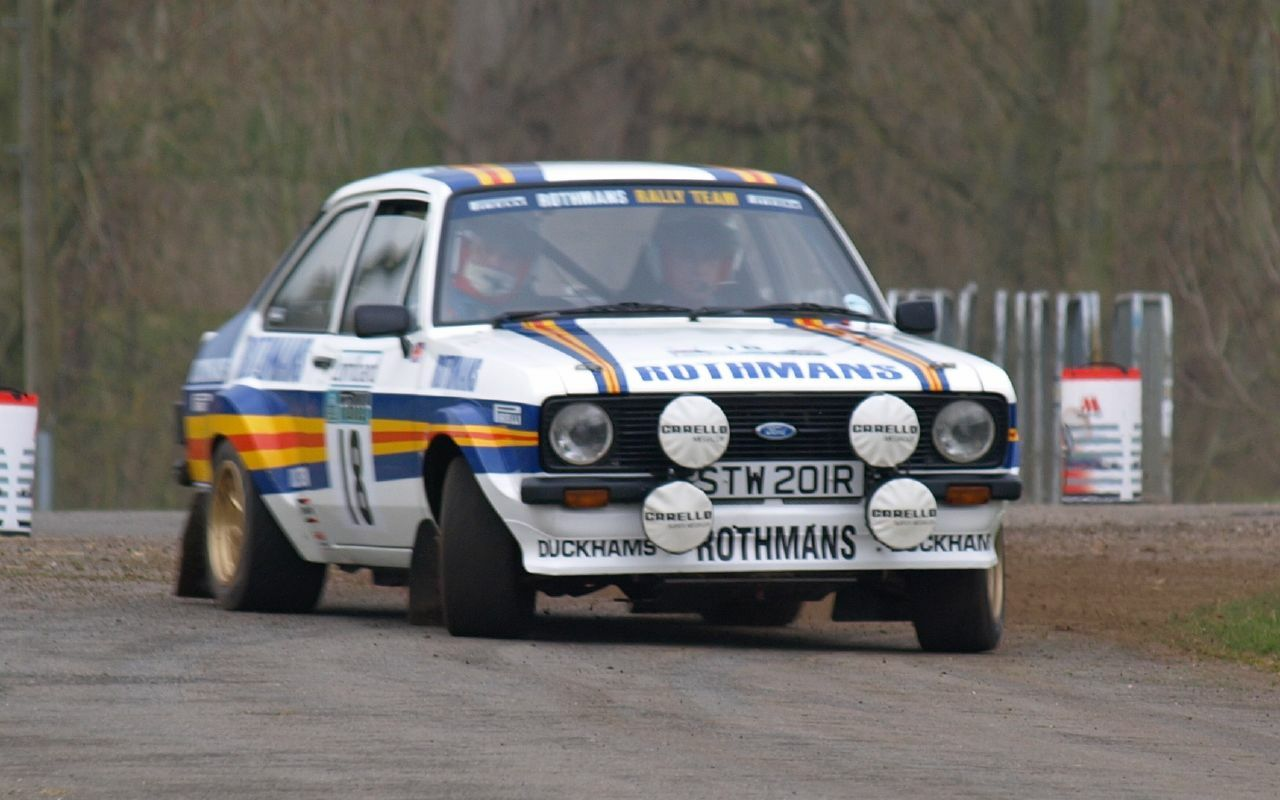
À trois manche de la fin, Ford est déjà assuré de remporter le titre constructeurs.

- Groupe 1 : voitures de tourisme de série
- Groupe 2 : voitures de tourisme spéciales
- Groupe 3 : voitures de grand tourisme de série
- Groupe 4 : voitures de grand tourisme spéciales

Face à une opposition réduite (Fiat ayant renoncé à défendre son titre), Ford est déjà assuré de remporter le championnat des constructeurs. Les enjeux de cette fin de saison sont donc considérablement réduits et les plateaux s'en ressentent, aucun des principaux acteurs de la saison 1979 n'étant officiellement engagé en Corse. De même, ni Hannu Mikkola, ni Björn Waldegård, ni Markku Alén, les seuls à pouvoir encore briguer le titre de champion du monde des pilotes, ne participe à la manche française. L'absence d'Alén lui retire d'ailleurs toute possibilité de rattraper ses deux rivaux.

### L'épreuve
La première édition du « rallye aux 10000 virages » (surnom du Tour de Corse) eut lieu en novembre 1956, à l'initiative du comte Peraldi et du docteur Jean Sermonard, tous deux résidents de l'Île de Beauté et fervents passionnés de sport automobile. Initialement, le parcours empruntait en partie des pistes en terre, avant que, dans le courant des années 1960, la course ne se déroule entièrement sur asphalte. L'épreuve acquit très rapidement le statut international et fut intégrée au championnat du monde des constructeurs dès sa création en 1973. Jusqu'en 1978, la course se déroulait sur le week-end, mais pour cette vingt-troisième édition les organisateurs ont doublé la longueur du parcours, et allongé la durée d'une journée. Avec quatre succès entre 1970 et 1978, Bernard Darniche y détient le record de victoires.

## Le parcours
- départ : 2 novembre 1979 d'Ajaccio
- arrivée : 4 novembre 1979 à Ajaccio

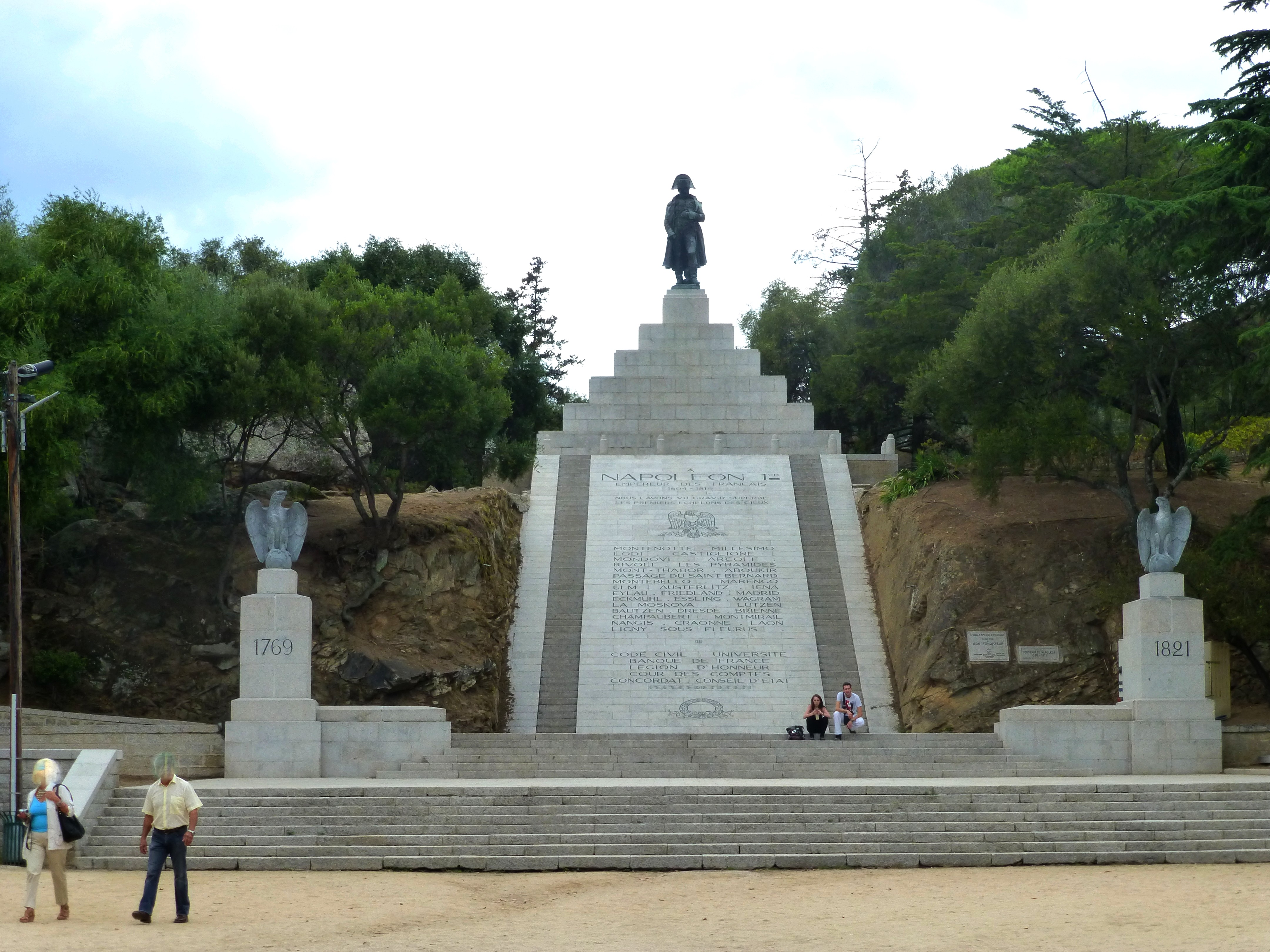
Le départ sera donné place d'Austerlitz, à Ajaccio.

- distance : 2 032,9 km dont 1 128,9 km sur 22 épreuves spéciales (dont 9 à temps imparti)
- surface : asphalte
- Parcours divisé en deux étapes[3]

### Première étape
- Ajaccio - Sartène - Corte - Bastia, du 2 au 3 novembre
- 966,9 km dont 524,6 km chronométrés (11 épreuves spéciales dont 4 à temps imparti)

### Deuxième étape
- Bastia - Calvi - Evisa - Aullène - Ajaccio, du 3 au 4 novembre
- 1066 km dont 604,3 km chronométrés (11 épreuves spéciales dont 5 à temps imparti)

## Les forces en présence
- Fiat

Officiellement absent, le grand constructeur turinois est représenté par l'écurie Fiat France qui a engagé deux 131 Abarth groupe 4 pour Jean-Claude Andruet et Michèle Mouton. Pesant près d'une tonne, ces voitures sont équipées d'un moteur à quatre cylindres en ligne de deux litres de cylindrée avec culasse à seize soupapes, alimenté par un système d'injection Kugelfischer. Leur puissance est de l'ordre de 230 chevaux à 7200 tr/min. Elles sont chaussées de pneus Pirelli P7. Les 131 Abarth ont remporté les deux précédentes éditions du Tour de Corse.
- Lancia

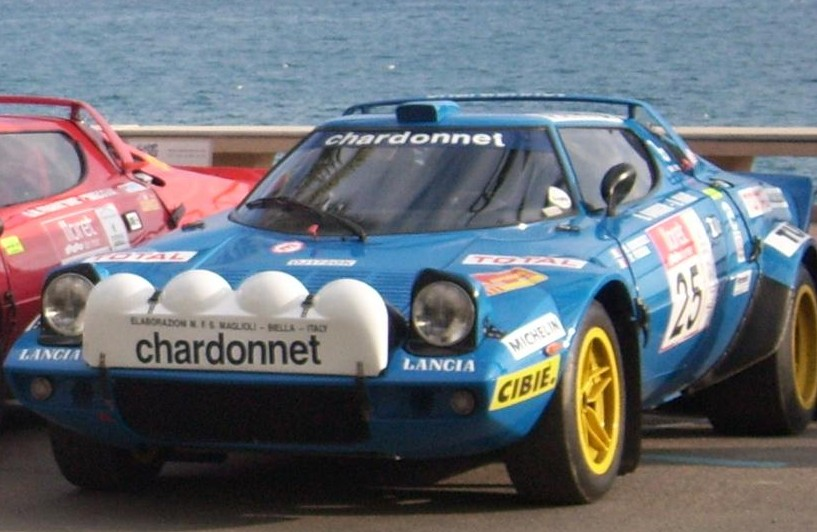
La Lancia Stratos HF de l'Écurie Chardonnet.

Si la Scuderia Lancia a stoppé toute activité en rallye depuis un an, la marque fait néanmoins toujours partie des favorites en Corse, Grâce notamment à l'Écurie Chardonnet qui a engagé une Stratos HF groupe 4 (970 kg, moteur V6 en position centrale arrière, 275 chevaux) pour Bernard Darniche. Quadruple vainqueur de l'épreuve, Darniche fait figure de favori. Il utilise des pneus Michelin. Inscrit à titre privé, Francis Serpaggi dispose d'un modèle semblable, équipé de pneus Kléber.
- Porsche

Avec une quinzaine de concurrents privés inscrits dans les groupes 3 et 4, les Porsche représentent une bonne partie du plateau. Parmi les pilotes les plus en vue on trouve Jacques Alméras sur une Carrera RSR groupe 4 de 310 chevaux. Tous comme les insulaires Pierre-Louis Moreau et Jean-Marie Soriano, Bernard Béguin et Francis Vincent disposent de 911 SC groupe 4 (275 chevaux), mais le dernier a dû déclarer forfait juste avant le départ, ayant coulé une bielle à la fin des reconnaissances. Favori du groupe 3, Alain Coppier pilote une Carrera de série, il sera principalement opposé, dans cette catégorie, aux anciennes Carrera RS de Christian Gardavot et de 'Segolen'.
- Renault

L'équipe Gitanes a engagé deux R5 Alpine groupe 2 (830 kg, traction, moteur quatre cylindres de 1400 cm3, deux carburateurs double corps, plus de 135 chevaux à 7200 tr/min, boîte cinq vitesses) pour Jean Ragnotti et Jean-Pierre Manzagol. Tous deux utilisent des gommes Michelin.
- Talbot

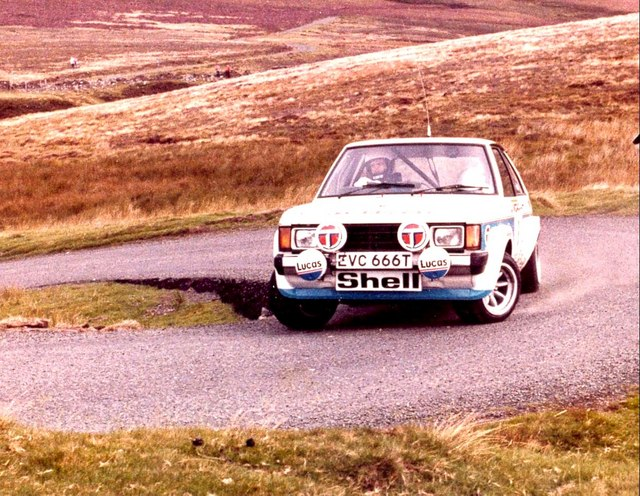
La Sunbeam Lotus groupe 4, une des nouveautés de la saison 1979.

Seul constructeur officiellement engagé en groupe 4, Talbot aligne une Sunbeam Lotus flambant neuve pour Jean-Pierre Nicolas. Équipée d'un moteur quatre cylindres et seize soupapes de 2217 cm3 dérivé de celui des Lotus Elite, alimenté par deux carburateurs double-corps, cette voiture d'une tonne dispose de 225 chevaux. Elle est équipée de pneus Michelin.
- Opel

Avec une trentaine d'Opel Kadett GT/E privées au départ, le constructeur allemand est largement représenté dans les groupes 1 et 2
C'est surtout en tourisme de série que la marque peut espérer s'imposer, avec notamment Jean-Louis Clarr sur une voiture préparée par Simon Racing.

## Déroulement de la course

### Première étape
Les concurrents partent de la place d'Austerlitz d'Ajaccio, le vendredi à partir de quatorze heures. Après trente kilomètres de parcours routier en direction du nord, ils abordent un premier secteur chronométré très difficile, empruntant d'abord les rives du Liamone puis celles du Cruzzini, long de plus de cent kilomètres. Prudent sur ce premier tronçon, Bernard Darniche (Lancia Stratos) concède huit secondes à la Porsche de Bernard Béguin, qui prend la tête de l'épreuve. Alors qu'il était parti sur un rythme très rapide, Jean-Claude Andruet n'a pu défendre ses chances, ayant été immobilisé plus de quatre minutes à cause d'un moteur coupé sur sa Fiat. Il ne pointe qu'en septième position, précédé par la Lancia de Francis Serpaggi, la Fiat de Michèle Mouton, la Talbot de Jean-Pierre Nicolas et la Porsche de Moreau, tous comptant déjà plusieurs minutes de retard sur les deux premiers. Treize équipages ont déjà abandonné, tandis que Jacques Alméras a endommagé la suspension avant de sa Porsche et qu'Yves Loubet a défoncé le côté droit de son Opel lors d'un tête-à-queue dans un passage très rapide. Tous deux parviendront à disputer la spéciale suivante, mais abandonneront peu après, les réparations de fortune effectuées n'ayant pas tenu. Darniche, qui s'est montré le plus performant entre Pisciatello et Stiliccione, a pris la tête de la course ; il compte plus de trente secondes d'avance sur Béguin, alors que Serpaggi, toujours troisième, est déjà relégué à trois minutes et demie. Michèle Mouton a chuté au classement : elle a perdu plusieurs minutes à cause d'une crevaison, puis d'ennuis d'alimentation. Une double crevaison dans le secteur suivant, entre Aullène et Abbazia, lui coûtera dix-sept minutes de pénalisation et tout espoir d'un beau résultat. Pour son coéquipier Andruet, c'est bien pire : il a tout d'abord éclaté un pneu six kilomètres après Pisciatello ; il est parvenu à éviter la sortie de route et à repartir après remplacement d'une roue mais a de nouveau crevé un peu plus loin et a dû effectuer vingt-cinq kilomètres sur la jante, au ralenti, avant d'abandonner pour retard trop important.

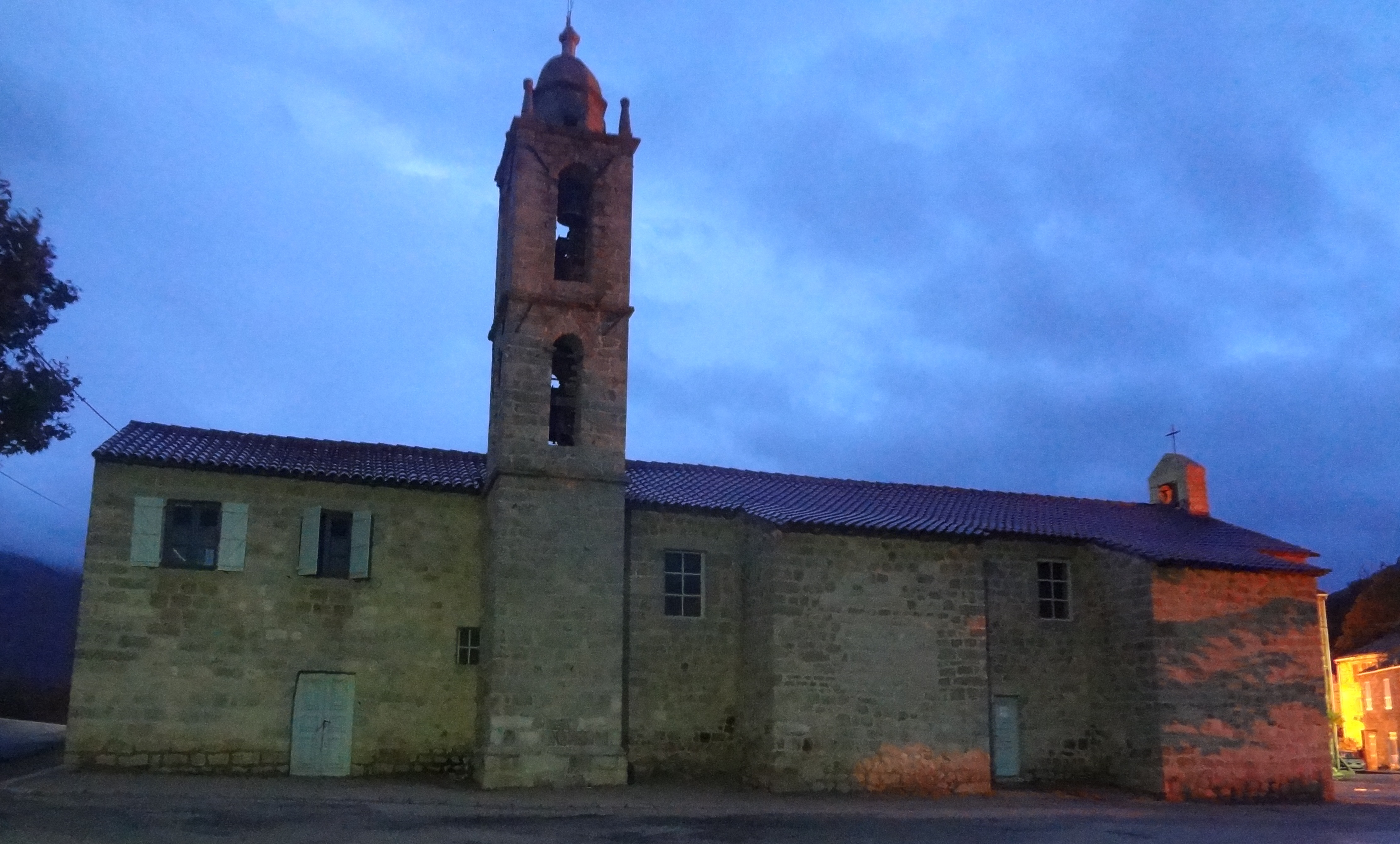
À Aullène, départ de la troisième épreuve spéciale, bon nombre de concurrents ont déjà perdu tout espoir de victoire.

Béguin (problème de transmission) et Serpaggi (pompe à huile hors d'usage) ayant abandonné sur le parcours de liaison menant à Aullène, Darniche se retrouve sans adversaire après seulement trois épreuves chronométrées. Il compte alors près de neuf minutes d'avance sur la Talbot de Nicolas et douze sur la Renault 5 de Jean Ragnotti, qui ne peuvent en aucun cas menacer la Stratos de tête. Dès lors, la course est jouée, Darniche pouvant éviter toute prise de risque et ménager sa monture sur le reste du parcours. La course en tête a perdu tout intérêt, seules les luttes dans les catégories inférieures maintenant le public en haleine. Darniche va rallier Bastia avec une avance d'autant plus importante que Nicolas, dont la seconde place ne semblait pas menacée, va perdre près de trois quarts d'heure sur la dernière liaison à cause d'un fil électrique sectionné et plonger en douzième position. Malgré ses vingt-sept minutes de retard, Ragnotti (en tête du groupe 2 depuis le départ) s'empare ainsi de la deuxième place, trois minutes devant son coéquipier Jean-Pierre Manzagol et sept devant la Porsche de Moreau. Cinquième sur sa Porsche de série, Alain Coppier domine le groupe 3. En tête du groupe 1 sur son Opel, Jean-Louis Clarr a été gêné par des problèmes de moteur le samedi mais, après correction d'une pénalité infligée par erreur, occupe néanmoins la sixième place au classement général devant la Porsche de Gardavot et la Kadett de  son coéquipier Bernard Picone.
| Pos. | Pilote               | Copilote                | Voiture            | Groupe | Temps           | Écart         |
| ---- | -------------------- | ----------------------- | ------------------ | ------ | --------------- | ------------- |
| 1    | Bernard Darniche     | Alain Mahé              | Lancia Stratos HF  | 4      | 6 h 29 min 54 s |               |
| 2    | Jean Ragnotti        | Jean-Marc Andrié        | Renault 5 Alpine   | 2      | 6 h 57 min 28 s | + 27 min 34 s |
| 3    | Jean-Pierre Manzagol | Jean-François Filippi   | Renault 5 Alpine   | 2      | 7 h 00 min 29 s | + 30 min 35 s |
| 4    | Pierre-Louis Moreau  | Patrice Baron           | Porsche 911 SC     | 4      | 7 h 04 min 37 s | + 34 min 43 s |
| 5    | Alain Coppier        | Josépha Laloz           | Porsche Carrera    | 3      | 7 h 05 min 10 s | + 35 min 16 s |
| 6    | Jean-Louis Clarr     | Jean-François Fauchille | Opel Kadett GT/E   | 1      | 7 h 05 min 46 s | + 35 min 52 s |
| 7    | Christian Gardavot   | Jean-Luc Claret         | Porsche Carrera RS | 3      | 7 h 09 min 14 s | + 39 min 20 s |
| 8    | Bernard Picone       | Robert Cianelli         | Opel Kadett GT/E   | 1      | 7 h 10 min 12 s | + 40 min 18 s |
| 9    | Michèle Mouton       | Françoise Conconi       | Fiat 131 Abarth    | 4      | 7 h 16 min 58 s | + 47 min 04 s |
| 10   | Paul Rouby           | Alain Garçon            | Renault 5 Alpine   | 2      | 7 h 25 min 36 s | + 55 min 42 s |
| 11   | Jean-Marie Soriano   | Thierry Barjou          | Porsche 911 SC     | 4      | 7 h 25 min 57 s | + 56 min 03 s |
| 12   | Jean-Pierre Nicolas  | Jean Todt               | Talbot Lotus       | 4      | 7 h 26 min 38 s | + 56 min 44 s |

### Deuxième étape

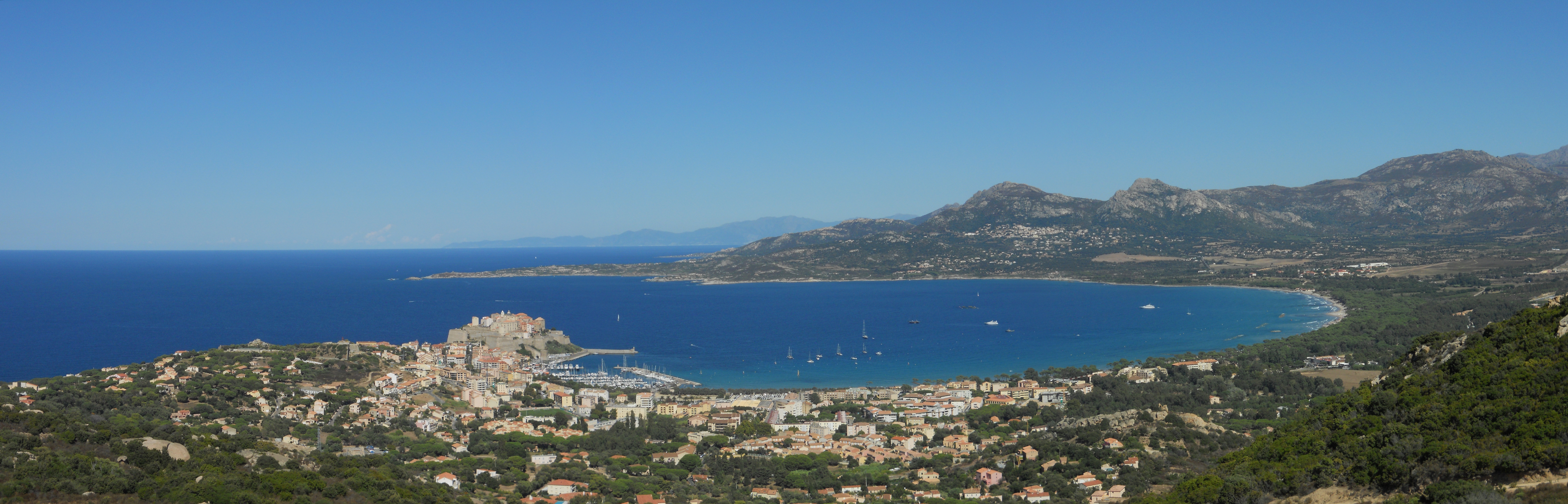
Calvi, point de passage de la deuxième étape.

Les vingt-huit concurrents rescapés repartent de Bastia le samedi en fin d'après-midi. L'avance de Darniche est telle qu'il peut se permettre de concéder deux secondes au kilomètre sur les Renault 5 de Ragnotti et Manzagol, qui vont se disputer la seconde place et la victoire en groupe 2. Derrière, Clarr est bien décidé à récupérer sa place en tête du groupe 1 ; il va cependant sortir de la route sur la liaison menant au secteur de Ponte Nuovo, abandonnant sur place. Nicolas se montre de loin le plus rapide sur les quatre-vingts kilomètres menant à Barchetta et remonte à la dixième place du classement général. Bien qu'ayant roulé à sa main, Darniche a conforté son avance, Ragnotti étant désormais relégué à une demi-heure, Manzagol ayant perdu plus de temps encore à cause d'une boîte de vitesses récalcitrante, qui va faire perdre dix minutes supplémentaires au pilote corse dans le secteur suivant. L'assistance Renault parvient à régler le problème avant la longue spéciale entre Calvi et Evisa, mais Manzagol n'ira pas au terme de ce secteur, sortant de la route quelques kilomètres après le départ. Nicolas a également renoncé, ayant percuté un sanglier peu avant Calvi. La course est dès lors jouée dans toutes les catégories, seule la remontée de Michèle Mouton faisant évoluer le classement. Brillamment revenue en quatrième position, la Française s'apprêtait à déposséder Moreau de sa troisième place lorsqu'une nouvelle crevaison la fit retomber à la cinquième. Finalement, Darniche remporte facilement son cinquième Tour de Corse, devant Ragnotti qui s'impose en groupe 2. Très malchanceuse, Michèle Mouton ne peut faire mieux que cinquième, derrière les Porsche de Moreau et Coppier, ce dernier remportant le groupe 3, tandis que la victoire en tourisme de série revient à Picone, sixième au classement général. Seuls quatorze équipages sont parvenus à rallier Ajaccio.

### Classements intermédiaires
Classements intermédiaires des pilotes après chaque épreuve spéciale

### Classement général

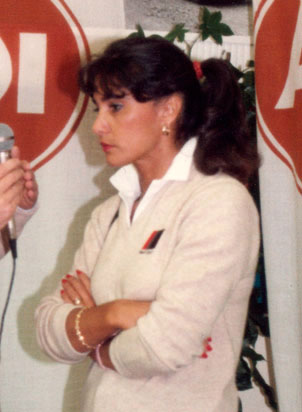
Michèle Mouton, une des grandes malchanceuses de l'épreuve, seulement cinquième à l'arrivée.

| Pos | No  | Pilote                  | Copilote            | Voiture           | Temps            | Écart             | Groupe |
| --- | --- | ----------------------- | ------------------- | ----------------- | ---------------- | ----------------- | ------ |
| 1   | 1   | Bernard Darniche        | Alain Mahé          | Lancia Stratos HF | 14 h 36 min 46 s |                   | 4      |
| 2   | 6   | Jean Ragnotti           | Jean-Marc Andrié    | Renault 5 Alpine  | 15 h 12 min 52 s | + 36 min 06 s     | 2      |
| 3   | 16  | Pierre-Louis Moreau     | Patrice Baron       | Porsche 911 SC    | 15 h 23 min 06 s | + 46 min 20 s     | 4      |
| 4   | 29  | Alain Coppier           | Josépha Laloz       | Porsche Carrera   | 15 h 30 min 26 s | + 53 min 40 s     | 3      |
| 5   | 3   | Michèle Mouton          | Françoise Conconi   | Fiat 131 Abarth   | 15 h 53 min 38 s | + 1 h 16 min 52 s | 4      |
| 6   | 85  | Bernard Picone          | Robert Cianelli     | Opel Kadett GT/E  | 16 h 09 min 29 s | + 1 h 32 min 43 s | 1      |
| 7   | 43  | Paul Rouby              | Alain Garçon        | Renault 5 Alpine  | 16 h 28 min 15 s | + 1 h 51 min 29 s | 2      |
| 8   | 114 | Jean-Pierre Mari        | Patrick de la Foata | Toyota Starlet    | 16 h 41 min 56 s | + 2 h 05 min 10 s | 1      |
| 9   | 47  | Jean Bondrille          | Vincent Fattaccio   | Opel Kadett GT/E  | 16 h 44 min 44 s | + 2 h 07 min 58 s | 2      |
| 10  | 54  | Jean-Charles Martinetti | Philippe Gabrielli  | Peugeot 104 ZS    | 17 h 03 min 51 s | + 2 h 27 min 05 s | 2      |

### Hommes de tête
- ES1 :  Bernard Béguin -  Jean-Jacques Lenne (Porsche 911 SC)
- ES2 à ES22 :  Bernard Darniche -  Alain Mahé (Lancia Stratos HF)

### Vainqueurs d'épreuves spéciales
- Bernard Darniche -  Alain Mahé (Lancia Stratos HF) : 9 spéciales (ES 2 à 5, 8 à 11, 16)
- Pierre-Louis Moreau -  Patrice Baron (Porsche 911 SC) : 4 spéciales (ES 13, 14, 18, 19)
- Jean Ragnotti -  Jean-Marc Andrié (Renault 5 Alpine) : 4 spéciales (ES 15, 17, 18, 20)
- Jean-Pierre Nicolas -  Jean Todt (Talbot Sunbeam Lotus) : 3 spéciales (ES 6, 7, 12)
- Alain Coppier -  Josépha Laloz (Porsche Carrera) : 2 spéciales (ES 21, 22)
- Bernard Béguin -  Jean-Jacques Lenne (Porsche 911 SC) : 1 spéciale (ES 1)

## Résultats des principaux engagés
| No  | Pilote                  | Copilote                | Voiture              | Groupe | Classement général                                | Class. groupe |
| --- | ----------------------- | ----------------------- | -------------------- | ------ | ------------------------------------------------- | ------------- |
| 1   | Bernard Darniche        | Alain Mahé              | Lancia Stratos HF    | 4      | 1er                                               | 1er           |
| 2   | Francis Vincent         | 'Tilber'                | Porsche 911 SC       | 4      | Forfait (bielle coulée après les reconnaissances) |               |
| 3   | Michèle Mouton          | Françoise Conconi       | Fiat 131 Abarth      | 4      | 5e à 1 h 16 min 52 s                              | 3e            |
| 4   | Jean-Pierre Nicolas     | Jean Todt               | Talbot Lotus         | 4      | ab. après la 13e spéciale (accident)              | -             |
| 5   | Jean-Claude Andruet     | 'Biche'                 | Fiat 131 Abarth      | 4      | ab. après la 2e spéciale (double crevaison)       | -             |
| 6   | Jean Ragnotti           | Jean-Marc Andrié        | Renault 5 Alpine     | 2      | 2e à 36 min 06 s                                  | 1er           |
| 7   | Jean-Louis Clarr        | Jean-François Fauchille | Opel Kadett GT/E     | 1      | ab. avant la 12e spéciale (accident)              | -             |
| 8   | Alain Beauchef          | Daniel Brichot          | Ford Escort RS2000   | 1      | ab. dans la 3e spéciale (fuite de carburant)      | -             |
| 9   | Jacques Alméras         | Claude Perramond        | Porsche Carrera RSR  | 4      | ab. après la 2e spéciale (suspension avant)       | -             |
| 10  | Bernard Béguin          | Jean-Jacques Lenne      | Porsche 911 SC       | 4      | ab. dans la 3e spéciale (couple conique)          | -             |
| 11  | Gilbert Casanova        | Gilbert Andreani        | Talbot Sunbeam Lotus | 4      | ab. dans la 1re étape                             | -             |
| 12  | Francis Serpaggi        | Denise Emmanuelli       | Lancia Stratos HF    | 4      | ab. après la 2e spéciale (pompe à huile)          | -             |
| 14  | Jean-Marie Soriano      | Thierry Barjou          | Porsche 911 SC       | 4      | ab. dans la 12e spéciale                          | -             |
| 16  | Pierre-Louis Moreau     | Patrice Baron           | Porsche 911 SC       | 4      | 3e à 46 min 20 s                                  | 2e            |
| 25  | Christian Gardavot      | Jean-Luc Claret         | Porsche Carrera RS   | 3      | ab. dans la 2e étape (radiateur d'huile)          | -             |
| 28  | 'Segolen'               | Jean-Claude Lorendel    | Porsche Carrera RS   | 3      | ab. dans la 12e spéciale                          | -             |
| 29  | Alain Coppier           | Josépha Laloz           | Porsche Carrera      | 3      | 4e à 53 min 40 s                                  | 1er           |
| 39  | Jean-Pierre Manzagol    | Jean-François Filippi   | Renault 5 Alpine     | 2      | ab. dans la 14e spéciale (sortie de route)        | -             |
| 40  | Yves Loubet             | René Allemany           | Opel Kadett GT/E     | 2      | ab. dans la 3e spéciale (boîte de vitesses)       | -             |
| 43  | Paul Rouby              | Alain Garçon            | Renault 5 Alpine     | 2      | 7e à 1 h 51 min 29 s                              | 2e            |
| 47  | Jean Bondrille          | Vincent Fattaccio       | Opel Kadett GT/E     | 2      | 9e à 2 h 07 min 58 s                              | 3e            |
| 54  | Jean-Charles Martinetti | Philippe Gabrielli      | Peugeot 104 ZS       | 2      | 10e à 2 h 27 min 05 s                             | 4e            |
| 73  | Christian Dorche        | Jean-Bernard Vieu       | Peugeot 104 ZS       | 2      | ab. après la 11e spéciale (hors-délai)            | -             |
| 85  | Bernard Picone          | Robert Cianelli         | Opel Kadett GT/E     | 1      | 6e à 1 h 32 min 43 s                              | 1er           |
| 114 | Jean-Pierre Mari        | Patrick de la Foata     | Toyota Starlet       | 1      | 8e à 2 h 05 min 10 s                              | 2e            |

## Classements des championnats à l'issue de la course

### Constructeurs
- attribution des points : 10, 9, 8, 7, 6, 5, 4, 3, 2, 1 respectivement aux dix premières marques de chaque épreuve, additionnés de 8, 7, 6, 5, 4, 3, 2, 1 respectivement aux huit premières de chaque groupe (seule la voiture la mieux classée de chaque constructeur marque des points). Les points de groupe ne sont attribués qu'aux concurrents ayant terminé dans les dix premiers au classement général.
- seuls les sept meilleurs résultats (sur douze épreuves) sont retenus pour le décompte final des points. Ford doit donc décompter les douze points acquis au Sanremo.

| Pos. | Marque        | Points    | M-C  | SUE  | POR  | SAF  | ACR  | NZL  | FIN  | QUE  | SAN   | COR  | RAC | BAN |
| ---- | ------------- | --------- | ---- | ---- | ---- | ---- | ---- | ---- | ---- | ---- | ----- | ---- | --- | --- |
| 1    | Ford          | 120 (132) | 9+7  | 9+7  | 10+8 | -    | 10+8 | 10+8 | 9+7  | 10+8 | (4+8) | -    |     |     |
| 2    | Datsun        | 94        | -    | 2+6  | 7+7  | 10+8 | 9+8  | 1+5  | 6+8  | 9+8  | -     | -    |     |     |
| 3    | Fiat          | 87        | 8+6  | 7+5  | -    | 8+7  | -    | -    | 10+8 | -    | 9+7   | 6+6  |     |     |
| 4    | Lancia        | 54        | 10+8 | -    | -    | -    | -    | -    | -    | -    | 10+8  | 10+8 |     |     |
| 5    | Opel          | 49        | -    | 5+8  | 3+6  | -    | -    | -    | -    | -    | 6+8   | 5+8  |     |     |
| 6    | Toyota        | 48        | -    | -    | 8+8  | -    | -    | -    | 4+6  | 6+6  | -     | 3+7  |     |     |
| 7    | Renault       | 41        | 3+8  | -    | -    | -    | 7+6  | -    | -    | -    | -     | 9+8  |     |     |
| 8    | Porsche       | 32        | 5+3  | -    | -    | -    | -    | -    | -    | -    | 1+8   | 8+7  |     |     |
| 9    | Vauxhall      | 24        | -    | 8+6  | -    | -    | -    | 6+4  | -    | -    | -     | -    |     |     |
| 10   | Saab          | 18        | -    | 10+8 | -    | -    | -    | -    | -    | -    | -     | -    |     |     |
| 11   | Mercedes-Benz | 17        | -    | -    | -    | 9+8  | -    | -    | -    | -    | -     | -    |     |     |
| 12   | Peugeot       | 14        | -    | -    | -    | -    | -    | -    | -    | 3+5  | -     | 1+5  |     |     |
| 13   | Mitsubishi    | 13        | -    | -    | -    | -    | -    | -    | -    | 5+8  | -     | -    |     |     |
| 14   | Talbot        | 12        | -    | -    | -    | -    | -    | -    | -    | -    | 7+5   | -    |     |     |
| 15   | Audi          | 11        | -    | -    | 5+6  | -    | -    | -    | -    | -    | -     | -    |     |     |
| 16   | Mazda         | 10        | -    | -    | -    | -    | -    | 3+7  | -    | -    | -     | -    |     |     |
| 17   | Triumph       | 7         | -    | -    | -    | -    | -    | -    | 3+4  | -    | -     | -    |     |     |
| 18   | Škoda         | 6         | -    | -    | -    | -    | 3+3  | -    | -    | -    | -     | -    |     |     |
| 18=  | Volvo         | 6         | -    | 1+5  | -    | -    | -    | -    | -    | -    | -     | -    |     |     |
| 20   | Lada          | 4         | -    | -    | -    | -    | 2+2  | -    | -    | -    | -     | -    |     |     |

### Pilotes
- attribution des points : 20, 15, 12, 10, 8, 6, 4, 3, 2, 1 respectivement aux dix premiers de chaque épreuve.
- seuls les sept meilleurs résultats (sur douze épreuves) sont retenus pour le décompte final des points.

| Pos. | Pilote              | Marque               | Points | M-C | SUE | POR | SAF | ACR | NZL | FIN | QUE | SAN | COR | RAC | BAN |
| ---- | ------------------- | -------------------- | ------ | --- | --- | --- | --- | --- | --- | --- | --- | --- | --- | --- | --- |
| 1    | Björn Waldegård     | Ford, Mercedes-Benz¹ | 103    | 15  | 15  | 15  | 6¹  | 20  | -   | 12  | 20  | -   | -   |     |     |
| 2    | Hannu Mikkola       | Ford, Mercedes-Benz¹ | 71     | 8   | 8   | 20  | 15¹ | -   | 20  | -   | -   | -   | -   |     |     |
| 3    | Markku Alén         | Fiat                 | 60     | 12  | 10  | -   | 12  | -   | -   | 20  | -   | 6   | -   |     |     |
| 4    | Bernard Darniche    | Lancia               | 40     | 20  | -   | -   | -   | -   | -   | -   | -   | -   | 20  |     |     |
| 4=   | Ari Vatanen         | Ford                 | 40     | 1   | -   | -   | -   | -   | 12  | 15  | 12  | -   | -   |     |     |
| 6    | Timo Salonen        | Datsun               | 38     | -   | -   | -   | -   | 15  | -   | 8   | 15  | -   | -   |     |     |
| 7    | Jean Ragnotti       | Renault              | 25     | -   | -   | -   | -   | 10  | -   | -   | -   | -   | 15  |     |     |
| 8    | Stig Blomqvist      | Saab                 | 20     | -   | 20  | -   | -   | -   | -   | -   | -   | -   | -   |     |     |
| 8=   | Shekhar Mehta       | Datsun               | 20     | -   | -   | -   | 20  | -   | -   | -   | -   | -   | -   |     |     |
| 8=   | 'Tony'              | Lancia               | 20     | -   | -   | -   | -   | -   | -   | -   | -   | 20  | -   |     |     |
| 8=   | Andy Dawson         | Datsun               | 20     | -   | -   | 10  | -   | -   | -   | -   | 10  | -   | -   |     |     |
| 12   | Walter Röhrl        | Fiat                 | 18     | -   | -   | -   | 3   | -   | -   | -   | -   | 15  | -   |     |     |
| 13   | Blair Robson        | Ford                 | 15     | -   | -   | -   | -   | -   | 15  | -   | -   | -   | -   |     |     |
| 14   | Harry Källström     | Datsun               | 14     | -   | -   | -   | 2   | 12  | -   | -   | -   | -   | -   |     |     |
| 15   | Pentti Airikkala    | Vauxhall             | 12     | -   | 12  | -   | -   | -   | -   | -   | -   | -   | -   |     |     |
| 15=  | Ove Andersson       | Toyota               | 12     | -   | -   | 12  | -   | -   | -   | -   | -   | -   | -   |     |     |
| 15=  | Attilio Bettega     | Fiat                 | 12     | -   | -   | -   | -   | -   | -   | -   | -   | 12  | -   |     |     |
| 15=  | Pierre-Louis Moreau | Porsche              | 12     | -   | -   | -   | -   | -   | -   | -   | -   | -   | 12  |     |     |
| 15=  | Michèle Mouton      | Fiat                 | 12     | 4   | -   | -   | -   | -   | -   | -   | -   | -   | 8   |     |     |
| 20   | Jean-Claude Andruet | Fiat                 | 10     | 10  | -   | -   | -   | -   | -   | -   | -   | -   | -   |     |     |
| 20=  | Andrew Cowan        | Mercedes-Benz        | 10     | -   | -   | -   | 10  | -   | -   | -   | -   | -   | -   |     |     |
| 20=  | Paul Adams          | Ford                 | 10     | -   | -   | -   | -   | -   | 10  | -   | -   | -   | -   |     |     |
| 20=  | Ulf Grönholm        | Fiat                 | 10     | -   | -   | -   | -   | -   | -   | 10  | -   | -   | -   |     |     |
| 20=  | Tony Pond           | Talbot               | 10     | -   | -   | -   | -   | -   | -   | -   | -   | 10  | -   |     |     |
| 20=  | Alain Coppier       | Porsche              | 10     | -   | -   | -   | -   | -   | -   | -   | -   | -   | 10  |     |     |